# Raivavae

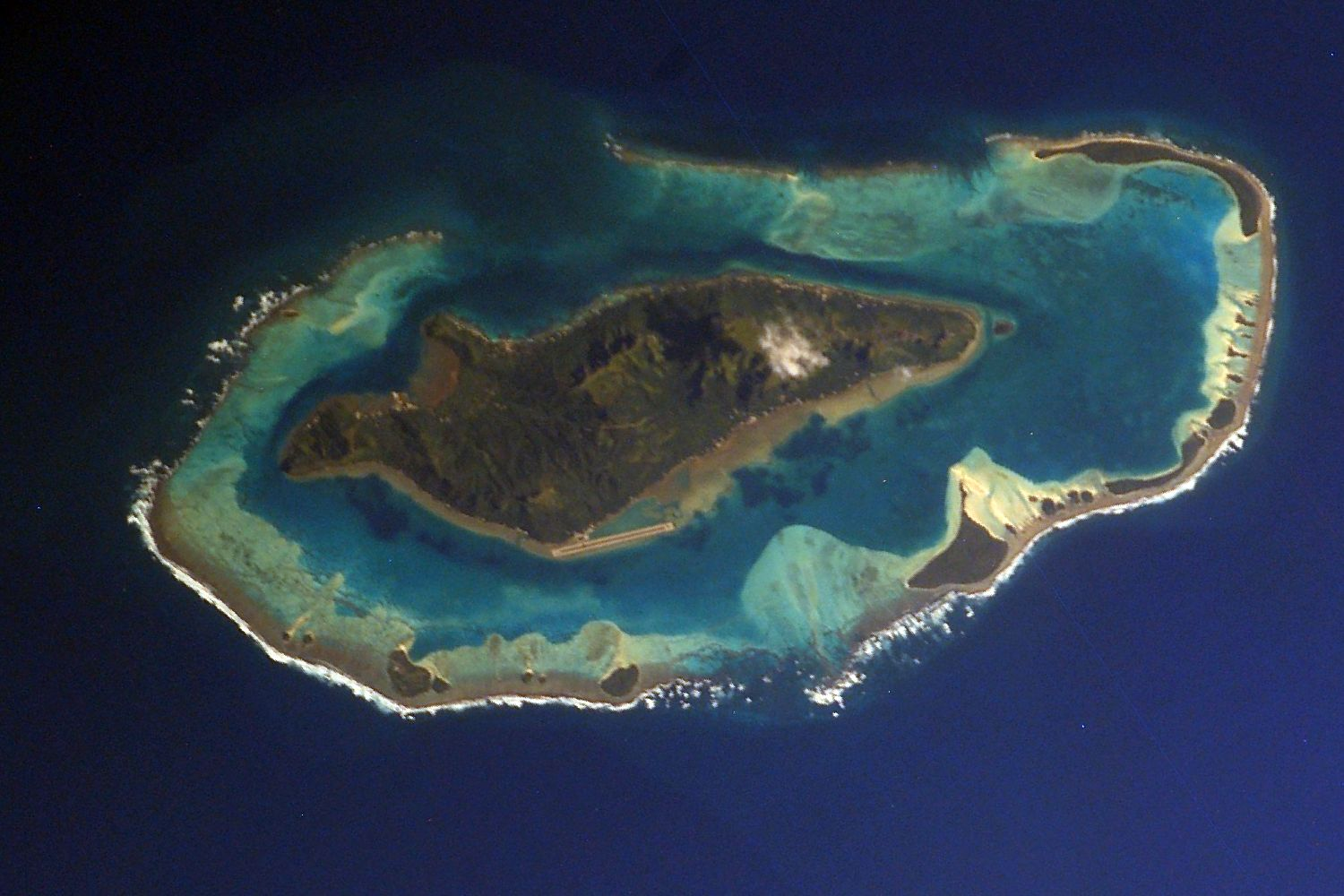
Satellietfoto van Raivavae

Raivavae (Frans: île Raivavae, voormalig Vavitu) is een eiland dat tot de Austral-eilanden in Frans-Polynesië behoort.
Het is een klein eiland. Het omvat ongeveer 16 km² en er wonen zo’n 1.000 mensen.
De hoofdplaats heet Rairua. De andere dorpen heten Mahanatoa, Anatonu en Vaiuru.
Het hoogste punt is de dode vulkaan Mont Hiro, deze is 437 meter hoog.
Raivavae wordt omgeven door een lagune met koraalriffen en een aantal kleine omliggende eilanden.
Het eiland kent een strenge protestantse traditie.

## Geschiedenis
De eerste bewoners vestigden zich hier rond het jaar 900 na Christus. Waarschijnlijk waren zij afkomstig van de Genootschapseilanden.
Raivavae werd in 1775 ontdekt door de Spaanse ontdekkingsreiziger Tomás Gayangos. Hij noemde het eiland Santa Rosa.
In 1880 werd het een Frans protectoraat.
In 1903 werd Raivavea, samen met de rest van de Austral-eilanden samengevoegd met Frans-Polynesië.

## Economie
Het eiland is de grootste koffieproducent van Frans-Polynesië. Daarnaast is de visvangst belangrijk.

## Bereikbaarheid
Raivavae beschikt sinds 2002 over een vliegveld. Hier zijn echter geen vaste vluchten naar het eiland.

## Bezienswaardigheden
Er zijn verschillende archeologische opgravingen te bezichtigen.
Tubuai-eilanden:
Îles Maria ·
Raivavae ·
Rimatara ·
Rurutu ·
Tubuai
Bass-eilanden:
Marotiri ·
Rapa Iti